# Kim Bauermeister
Pour les articles homonymes, voir Bauermeister.
Kim-Lars Bauermeister  (né le 20 novembre 1970 à  Stuttgart) est un athlète allemand, spécialiste du 3 000 m steeple.

## Biographie
Il remporte le titre du 3 000 mètres lors des Championnats d'Europe en salle 1994, au Palais omnisports de Paris-Bercy, en devançant dans le temps de 7 min 52 s 34 le Roumain Ovidiu Olteanu et le Britannique Rod Finch.

### Palmarès
| Date | Compétition                    | Lieu  | Résultat | Épreuve |
| ---- | ------------------------------ | ----- | -------- | ------- |
| 1994 | Championnats d'Europe en salle | Paris | 1er      | 3 000 m |

### Records
| Épreuve         | Performance   | Lieu   | Date         |
| --------------- | ------------- | ------ | ------------ |
| 3 000 m steeple | 8 min 23 s 19 | Berlin | 30 août 1994 |